# CD117
Receptor faktora rasta mastocita/matičnih ćelija (engl. Mast/stem cell growth factor receptor - SCFR), takođe poznat kao proto-onkogen c-Kit ili tirozinska proteinska kinaza Kit ili CD117, je protein koji je kod ljudi kodiran  genom. Višestruke transkriptne varijante koje kodiraju različite izoforme ovog gena su poznate. KIT prvi opisao nemački biohemičar Aksel Ulrič 1987. kao ćelijski homolog mačijeg sarkomnog viralnog onkogena v-kit.

## Interakcije
CD117 formira interakcije sa:
- ,[4]
- ,[5]
- ,[6]
- ,[6]
- ,[6]
- ,[7][7]
- ,[8][9]
- ,[10]
- ,[11][11]
- ,[12]
- ,[13][14][15]
- ,[16][17]
- ,[18]
- ,[10][19]
- ,[20][21]
- ,[22]
- ,[8][13][23]
- ,[24][25]
- ,[25][26]
- ,[27]
- ,[13]
- ,[28]
- ,[29] i
- .[30]
- Nicholas C. Price; Lewis Stevens (1999). Fundamentals of Enzymology: The Cell and Molecular Biology of Catalytic Proteins (Third изд.). USA: Oxford University Press. ISBN 019850229X.
- Eric J. Toone (2006). Advances in Enzymology and Related Areas of Molecular Biology, Protein Evolution (Volume 75 изд.). Wiley-Interscience. ISBN 0471205036.
- Branden C; Tooze J. Introduction to Protein Structure. New York, NY: Garland Publishing. ISBN 0-8153-2305-0.
- Irwin H. Segel. Enzyme Kinetics: Behavior and Analysis of Rapid Equilibrium and Steady-State Enzyme Systems (Book 44 изд.). Wiley Classics Library. ISBN 0471303097.
- William P. Jencks (1987). Catalysis in Chemistry and Enzymology. Dover Publications. ISBN 0486654605.

## Literatura
- Lennartsson J, Rönnstrand L (2006). „The stem cell factor receptor/c-Kit as a drug target in cancer”. Curr. Cancer Drug Targ. 6 (1): 65—75. PMID 16475976. doi:10.2174/156800906775471725.
- Rönnstrand L (2004). „Signal transduction via the stem cell factor receptor/c-Kit”. Cell. Mol. Life Sci. 61 (19–20): 2535—2548. PMID 15526160. doi:10.1007/s00018-004-4189-6.
- Linnekin D (2000). „Early signaling pathways activated by c-Kit in hematopoietic cells”. Int. J. Biochem. Cell Biol. 31 (10): 1053—74. PMID 10582339. doi:10.1016/S1357-2725(99)00078-3.
- Canonico B, Felici C, Papa S (2001). „CD117”. J. Biol. Regul. Homeost. Agents. 15 (1): 90—4. PMID 11388751.
- Gupta R, Bain BJ, Knight CL (2002). „Cytogenetic and molecular genetic abnormalities in systemic mastocytosis”. Acta Haematol. 107 (2): 123—8. PMID 11919394. doi:10.1159/000046642.
- Valent P; Ghannadan M; Hauswirth AW;  . (2003). „Signal transduction-associated and cell activation-linked antigens expressed in human mast cells”. Int. J. Hematol. 75 (4): 357—62. PMID 12041664. doi:10.1007/BF02982124.
- Sandberg AA, Bridge JA (2002). „Updates on the cytogenetics and molecular genetics of bone and soft tissue tumors. gastrointestinal stromal tumors”. Cancer Genet. Cytogenet. 135 (1): 1—22. PMID 12072198. doi:10.1016/S0165-4608(02)00546-0.
- Kitamura Y, Hirotab S (2005). „Kit as a human oncogenic tyrosine kinase”. Cell. Mol. Life Sci. 61 (23): 2924—31. PMID 15583854. doi:10.1007/s00018-004-4273-y.
- Larizza L, Magnani I, Beghini A (2005). „The Kasumi-1 cell line: a t(8;21)-kit mutant model for acute myeloid leukemia”. Leuk. Lymphoma. 46 (2): 247—55. PMID 15621809. doi:10.1080/10428190400007565.
- Miettinen M, Lasota J (2006). „KIT (CD117): a review on expression in normal and neoplastic tissues, and mutations and their clinicopathologic correlation”. Appl. Immunohistochem. Mol. Morphol. 13 (3): 205—20. PMID 16082245.
- Lasota J, Miettinen M (2007). „KIT and PDGFRA mutations in gastrointestinal stromal tumors (GISTs)”. Semin Diagn Pathol. 23 (2): 91—102. PMID 17193822. doi:10.1053/j.semdp.2006.08.006.
- Patnaik MM, Tefferi A, Pardanani A (2007). „Kit: molecule of interest for the diagnosis and treatment of mastocytosis and other neoplastic disorders”. Current cancer drug targets. 7 (5): 492—503. PMID 17691909. doi:10.2174/156800907781386614.
- Giebel LB, Strunk KM, Holmes SA, Spritz RA (1992). „Organization and nucleotide sequence of the human KIT (mast/stem cell growth factor receptor) proto-oncogene”. Oncogene. 7 (11): 2207—17. PMID 1279499.
- Spritz RA, Droetto S, Fukushima Y (1992). „Deletion of the KIT and PDGFRA genes in a patient with piebaldism”. Am. J. Med. Genet. 44 (4): 492—5. PMID 1279971. doi:10.1002/ajmg.1320440422.
- Spritz RA, Giebel LB, Holmes SA (1992). „Dominant negative and loss of function mutations of the c-kit (mast/stem cell growth factor receptor) proto-oncogene in human piebaldism”. Am. J. Hum. Genet. 50 (2): 261—9. PMC 1682440 . PMID 1370874.
- Duronio V; Welham MJ; Abraham S;  . (1992). „p21ras activation via hemopoietin receptors and c-kit requires tyrosine kinase activity but not tyrosine phosphorylation of p21ras GTPase-activating protein”. Proc. Natl. Acad. Sci. U.S.A. 89 (5): 1587—91. PMC 48497 . PMID 1371879. doi:10.1073/pnas.89.5.1587.
- André C; Martin E; Cornu F;  . (1992). „Genomic organization of the human c-kit gene: evolution of the receptor tyrosine kinase subclass III”. Oncogene. 7 (4): 685—91. PMID 1373482.
- Lev S, Yarden Y, Givol D (1992). „A recombinant ectodomain of the receptor for the stem cell factor (SCF) retains ligand-induced receptor dimerization and antagonizes SCF-stimulated cellular responses”. J. Biol. Chem. 267 (15): 10866—73. PMID 1375232.
- Fleischman RA (1992). „Human piebald trait resulting from a dominant negative mutant allele of the c-kit membrane receptor gene”. J. Clin. Invest. 89 (6): 1713—7. PMC 295855 . PMID 1376329. doi:10.1172/JCI115772.
- Vandenbark GR; deCastro CM; Taylor H;  . (1992). „Cloning and structural analysis of the human c-kit gene”. Oncogene. 7 (7): 1259—66. PMID 1377810.
- Alai M; Mui AL; Cutler RL;  . (1992). „Steel factor stimulates the tyrosine phosphorylation of the proto-oncogene product, p95vav, in human hemopoietic cells”. J. Biol. Chem. 267 (25): 18021—5. PMID 1381360.
- Ashman LK; Cambareri AC; To LB;  . (1991). „Expression of the YB5.B8 antigen (c-kit proto-oncogene product) in normal human bone marrow”. Blood. 78 (1): 30—7. PMID 1712644.
- Nicholas C. Price; Lewis Stevens (1999). Fundamentals of Enzymology: The Cell and Molecular Biology of Catalytic Proteins (Third изд.). USA: Oxford University Press. ISBN 019850229X.
- Eric J. Toone (2006). Advances in Enzymology and Related Areas of Molecular Biology, Protein Evolution (Volume 75 изд.). Wiley-Interscience. ISBN 0471205036.
- Branden C; Tooze J. Introduction to Protein Structure. New York, NY: Garland Publishing. ISBN 0-8153-2305-0.
- Irwin H. Segel. Enzyme Kinetics: Behavior and Analysis of Rapid Equilibrium and Steady-State Enzyme Systems (Book 44 изд.). Wiley Classics Library. ISBN 0471303097.
- William P. Jencks (1987). Catalysis in Chemistry and Enzymology. Dover Publications. ISBN 0486654605.

## Spoljašnje veze
- Proto-Oncogene+Proteins+c-kit на 
- C-kit receptor